# کارزار برمه (۱۹۴۵-۱۹۴۴)
کارزار برمه (انگلیسی: Burma campaign) در جبهه جنوب شرقی آسیای جنگ جهانی دوم، نبردی بود که در اصل توسط نیروهای کشورهای مشترک المنافع بریتانیا، چین و ایالات متحده آمریکا، بر ضد نیروهای امپراتوری ژاپن، که تا حدودی توسط تایلند، ارتش استقلال برمه و ارتش ملی هند حمایت می‌شدند، صورت گرفت. نیروی زمینی کشورهای مشترک المنافع بریتانیا به‌طور عمده از بریتانیا، هند بریتانیا و آفریقا جذب می‌شدند.